# 3938 Chapront
3938 Chapront (1949 PL) là một tiểu hành tinh vành đai chính được phát hiện ngày 2 tháng 8 năm 1949 bởi Reinmuth, K. ở Heidelberg.